# Mar di Banda
Il mar di Banda è un mare interno (470 000 km²) dell'oceano Pacifico; è collocato nell'arcipelago indonesiano e fa parte del Mediterraneo Australasiatico.
Le province indonesiane che si affacciano su di esso sono Maluku, Nusa Tenggara Orientale e Sulawesi Sudorientale, nell'isola di Sulawesi. È uno dei mari indonesiani più grandi insieme al mar di Celebes, al mar di Giava e al mar degli Alfuri.

Raggiunge la profondità massima di 7440 m nell'abisso Weber, nei pressi delle isole Tanimbar. Comunica con il mare delle Molucche, il mar di Flores, il mar di Timor e il mare di Ceram, attraverso lo stretto di Manipa.